# مگدالنا واشاریووا
مگدالنا واشاریووا (انگلیسی: Magdaléna Vášáryová؛ زادهٔ ۲۶ اوت ۱۹۴۸) هنرپیشه، دیپلمات، و نویسنده اهل چکسلواکی است.